# Vida Nova (programa de televisão)
Vida Nova foi um talk-show da SIC para dar a conhecer as histórias da vida real. Aqui os sonhos, as histórias e esperanças podem ser partilhadas com todos. Mais do que ficar a conhecer os casos, Vida Nova significa também procurar soluções, desvendar vias de resolução de problemas e concretizar sonhos. Uma transferência de afetos, sempre pela positiva. E estas histórias da vida real são contadas pelos próprios protagonistas, mas também mostradas e enquadradas em reportagem. Apresentado inicialmente por Fátima Lopes, o programa contou mais tarde com a apresentação de José Figueiras, devido à saída de Fátima Lopes para a TVI.